# Comment ma tête a rétréci
Comment ma tête a rétréci (How I got my Shrunken Head, littéralement « Comment j'ai eu ma tête réduite ») est un livre de la collection Chair de Poule, écrit par Robert Lawrence Stine. Le titre français comporte une double erreur sémantique dans le titre français : il ne s'agit pas de [sa] tête qui ait rétréci, mais bien d'une tête réduite reçue en cadeau. Le livre contient 27 chapitres.

## Résumé de l'histoire
Marc est un pré-adolescent de 12 ans qui adore jouer au jeu sur ordinateur « Le Roi de la jungle », il y est très fort, mais un jour, il reçoit la visite d'une femme prénommée Caroline, envoyée par sa tante, Benna, qui travaille sur l'île de Baladora, en Asie du Sud-Est. De la part de Benna, Caroline offre à Marc une tête réduite ainsi qu'une invitation sur l'île de Baladora. Marc accepte immédiatement, mais aussitôt là-bas, il découvre que Benna a disparu mystérieusement depuis plusieurs semaines, et que Caroline ainsi que son frère et sa nièce, n'y sont peut être pas pour rien. Pour couronner le tout, la tête réduite de Marc semble avoir d'étranges pouvoirs magiques…

## Couverture de l'édition française
La première édition du livre (en 1997) portait le titre « Ma tête a rétréci ». La couverture, réalisée par Gérard Marié, représentait la main de Marc, en gros plan, tenant la tête réduite aux yeux luisants (chose à noter, c'est l'une des rares couvertures françaises qui ne soient pas dessinées par Jean Michel Nicollet, Henri Galeron ou Gérard Failly). La couverture a été changée quelques mois plus tard par une illustration de Jean-Michel Nicollet (représentant cette fois Marc se noyant dans une fange en pleine jungle, et sa tête réduite posée sur la rive), le livre étant renommé « Comment ma tête a rétréci ». À noter la double erreur sémantique dans le titre français, due sans doute au fait que les plans d'édition étaient annoncés avant de disposer de la traduction ou même de connaître l'histoire du livre : il ne s'agit pas de [sa] tête qui ait rétréci, mais bien d'une tête réduite reçue en cadeau mystérieux. Lors de la réédition d'avril 2025 l'erreur de traduction est corrigée, le livre s'appelant désormais L'île des réducteurs de tête (le titre originel traduit serait plutôt Comment j'ai eu ma tête réduite). La couverture dessinée par Servane Altermatt reprend les bases de celle de Jean-Michel Nicollet, montrant Marc se noyant dans la fange, cette fois vu du dessus et tenant sa tête réduite dans la main.

## Adaptation télévisée
Ce livre a eu droit a une adaptation en épisode divisée en deux parties dans la saison 4 de la série télévisée canadienne Chair de poule sous le titre La Tête réduite bien qu'il s'agisse évidemment de la même histoire.